# フィリップ・シェリダン
フィリップ・ヘンリー・シェリダン（Philip Henry Sheridan, 1831年3月6日 - 1888年8月5日）は、アメリカの軍人。その経歴は少将への迅速な昇進と、ユリシーズ・S・グラント大将との緊密な関係で有名であった。南北戦争に北軍の将軍として従軍し、1864年にはシェナンドー渓谷の戦いで大きな功績を挙げた。1865年にはその部隊がロバート・E・リー将軍を追撃し、アポマトックスでの降伏に貢献した。
シェリダンはまた、軍在籍時および退役後にイエローストーン国立公園の開発、保護に寄与した。アメリカ陸軍のM551シェリダン空挺戦車はシェリダンにちなんで命名された。

## 生い立ち
シェリダンはニューヨーク州オールバニーでジョン・シェリダン及びメアリー・ミーナ・シェリダン夫妻の6人の子供の3番目として生まれた。両親はアイルランドのキャバン県からの移民であった。シェリダンはオハイオ州サマセットで成長した。エイブラハム・リンカーンはシェリダンについて、オハイオ州サマセット
「褐色のがっしりした男、足首がかゆければ屈むことなく掻くことができる長い腕。」
A brown, chunky little chap, with a long body, short legs, not enough neck to hang him, and such long arms that if his ankles itch he can scratch them without stooping.
のように描写している。
シェリダンは町の雑貨店の小間使いとして働き始め、最後には織物店の店員および記帳係として働いた。1848年に店の顧客であった下院議員のトーマス・リッチェイの推薦を得てアメリカ陸軍士官学校への入学を果たす。ウェストポイントに入学して3年目に、シェリダンはクラスメートのウィリアム・R・テリルと喧嘩し、1年間の停学処分を受ける。前日テリルに広場において多数の面前で侮辱されたシェリダンは、銃剣で彼を突き刺そうと脅かしたのであった。シェリダンは1853年に52人中席次34番で卒業した。
シェリダンはテキサス州のフォート・ダンカンの第1歩兵連隊に少尉として任官し、続いてカリフォルニア州フォート・レディングの第四歩兵連隊に転属した。第4歩兵連隊での任務のほとんどは北西部太平洋岸においてであった。それは1855年にウィラメット渓谷の測量から始まり、ヤキマ戦争やロング・リヴァー戦争を経験したシェリダンは戦闘能力やインディアン種族との交渉能力を獲得した。1857年3月28日にはオレゴン準州のミドル・カスケードで鼻に弾丸を受け負傷している。シェリダンはこの任務期間中、クリクタット族の酋長の娘シドナヨー（シェリダンの白人の友人はフランシスと呼んだ）と一緒に暮らした。シェリダンは南北戦争直前の1861年3月に中尉に昇進し、サムター要塞の戦いが起こった直後の5月に大尉に昇進した。

## 南北戦争
1861年の秋にセントルイス近くのJefferson Barracksに移動し第13歩兵連隊に配属されるとの命令を受けた。シェリダンはサンフランシスコやパナマ運河、ニューヨークなどを経過し郷里であるオハイオ州サマセットに着いた。

## インディアン戦争
南北戦争以後腐っていたジョージ・アームストロング・カスターを第7騎兵隊（7th Cavalry Regiment）の隊長に任命し、西部方面でのインディアン討伐に当たらせた。
南西部における「アパッチ戦争」では、ジェロニモらのアパッチ族に、徹底殲滅の姿勢をとった。 伝統的な戦術を好み、部下のジョージ・クルックが採用したインディアン斥候を嫌い、このことでアパッチ討伐が遅れていると、公然と彼を非難した。クルックはこのことで解任転属を願い出た。 後任にネルソン・マイルズを派遣したが、この際「捕虜にするか、さもなくば殺せ」と厳命し、ジェロニモたちを追いつめていった。
コマンチ族の一部バンドが降伏した際に酋長のトサウィから「よいインディアンもいる (トサウィ、良いインディアン: Tosawi, good Indian )」と言われ、「私の知っている良いインディアンは必ず死んでいた。(The only good Indians I ever saw were dead.)」と返した。やがてそれが同席していたチャールズ・ノルドストローム中尉によって「良いインディアンは死んでいるインディアンだけだ。 (The only good Indian is a dead Indian)」と伝えられアメリカ中に知れ渡った。以来、この人種差別的言辞はアングロ・サクソン人によって度々使われるようになる。ただし、この発言はジェームズ・M・キャバノー下院議員が最初のものという説もある（en:James M. Cavanaugh）。